# Obwód rozdzielczy instalacji elektrycznej
Obwód rozdzielczy instalacji elektrycznej – obwód zasilający tablice rozdzielcze (rozdzielnice). W obiektach budowlanych rolę obwodów rozdzielczych spełniają wewnętrzne linie zasilające (WLZ). 
W punktach węzłowych instalacji elektrycznej, w których następuje połączenie obwodu rozdzielczego z kilkoma obwodami odbiorczymi, umieszcza się rozdzielnice elektryczne, w których wykonuje się połączenia obu obwodów oraz umieszcza się łączniki manewrowe i zabezpieczenia obwodów zasilanych z rozdzielnicy.